# Markham-Tal
Das Markham-Tal ist ein geographisches Gebiet in Neuguinea.

## Geographische Lage
Das Markham-Tal wird als „bis zu den es an drei Seiten umgebenden Bergen in jeder Richtung kilometerweit flacher als ein Pfannekuchen“ beschrieben. Der Highlands Highway führt durch das Tal, ebenso wie der Markham-Fluss es bis zu seiner Mündung bei Lae durchquert. Zusammen mit dem in seiner Verlängerung verlaufenden, anschließenden Tal des Ramu weist es eine Länge von etwa 610 km und eine Weite zwischen 8 und 40 km auf. Im Norden wird es von dem Finisterre-Gebirge, im Süden vom Kraetke-Gebirge begrenzt. Bei starken Regenfällen tritt der Markham über die Ufer und macht Wege und Brücken unpassierbar.

## Landwirtschaftliche Nutzung
Der Boden ist teilweise sandig und grasbewachsen. Teile des Tals werden landwirtschaftlich genutzt, davon etwa 10 % für Viehzucht. Die Viehzucht dient der Versorgung mit Fleisch und Molkereiprodukten. Darüber hinaus werden Erdnüsse, Kakao, Sorghum, Reis und Mais angebaut.

## Im Zweiten Weltkrieg
Während des Zweiten Weltkriegs nutzten australische Streitkräfte das Tal für 
eine Offensive mit dem Ziel, den Ort Bogadjim an der Astrolabe Bay zu erreichen.